# مایک هوپر (بازیکن فوتبال)
مایک هوپر (انگلیسی: Mike Hooper؛ زادهٔ ۱۰ فوریهٔ ۱۹۶۴) یک بازیکن فوتبال اهل بریتانیا است.